# والیا ۹۸۷

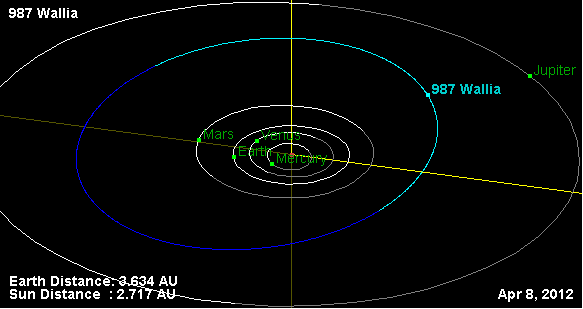
نمایی از محل قرارگیری سیارکوالیا ۹۸۷ در مدار - ۲۰۱۲

سیارک ۹۸۷ (به انگلیسی: 987 Wallia، نامگذاری:1922MR) نهصد و هشتاد و هفتمین سیارک کشف شده‌است که در ۲۳ اکتبر ۱۹۲۲ و در هایدلبرگ کشف شد.
قدر مطلق سیارک برابر ۹٫۳۰ است.